# Branoux-les-Taillades
Branoux-les-Taillades là một xã trong tỉnh Gard thuộc vùng Occitanie, phía nam nước Pháp. Xã Branoux-les-Taillades nằm ở khu vực có độ cao trung bình 360 mét trên mực nước biển.